# Gunvor Snekvik Knaben
Gunvor Snekvik Knaben, född 10 maj 1911, död 12 november 1993, var en norsk botaniker.

## Biografi
Knaben började sina studier vid Det Kongelige Frederiks Universitet. Här var hon assistent åt Kristine Bonnevie och utbildade sig inom cellbiologiska metoder. Hon flyttade sedan till Bergen med sin make Nils Knaben och var på 1940-talet knuten till Bergens Museum. Här tog hon sin magisterexamen med en avhandling om fjällvegetationen mellan kommunerna Voss och Vik i Sogn. Ett resultat av denna forskning blev att norskpyrola beskrevs för första gången, en växt som idag kategoriseras som underarten Pyrola rotundifolia norvegica.
Knaben var sedan universitetsstipendiat innan hon blev universitetslektor vid Oslos universitet. Taxonomi och kromosomsläktskap hos fjällväxter var de viktigaste områdena i Knabens forskning. År 1954 identifierade hon hybriden hällebräcka (Saxifraga osloënsis) som en egen art. Hon ägnade mycket tid åt att studera fjällvallmo med korsningsförsök och kromosomstudier, och 1960 tog hon filosofie doktorsexamen med en avhandling i detta ämne. År 1971 utnämndes hon till docent vid Oslo universitet.